# Новогришине
Новогри́шине — село Криворізької сільської громади Покровського району Донецької області, Україна.

## Історія
У 20-х роках в селі був створений колгосп «Перемога» голова Макар Мальцев.

## Жертви сталінських репресій
- Камчатний Микола Якович, 1919 року народження, село Новогришине Добропільського району Донецької області, українець, освіта середня, безпартійний, червоноармієць. Заарештований 24 березня 1942 року. Військовим трибуналом військ Південно-Уральського військового округу засуджений на 8 років ВТТ з позбавленням прав на 3 роки. Реабілітований у 1994 році.